# Brain Diver
「Brain Diver」（ブレイン・ダイバー）は、May'nの5枚目のシングル。2011年11月2日にflying DOGから発売された。

## 解説
前作「Scarlet Ballet」から約6ヶ月ぶりのリリースであり、2011年2作目のシングル。販売形態は前作同様初回限定盤と通常盤の2種リリースで、前者には「May'n☆Space」のライブバージョンが収録されている。
表題曲「Brain Diver」は、テレビアニメ『ファイ・ブレイン 神のパズル』のオープニングテーマとして使用されている。

## 批評
hotexpressの菅野雄貴は、「耳にすれば一瞬で脳を目覚めさせる効力を持った痛快ロックチューン」、CDジャーナルは、「ザラついたギターと飛び交う電子音が印象的なヘヴィなロック」と評した

## 収録曲
1. Brain Diver [3:43]
作詞：藤林聖子、作曲：山田智和、編曲：CHOKKAKU
  - テレビアニメ『ファイ・ブレイン 神のパズル』オープニングテーマ

脳が刺激されるような曲として制作された[3]。
サビに登場する呪文風の言葉を組み合わせる事により、1つの言葉が完成する謎解きが隠されている[3]。
メロディは疾走感のあるロック曲[4]。
2. このままで… [4:35]
作詞：西村華、作曲・編曲：和田耕平
中高生の恋愛を描いた青春ソングとなっている[3]。
3. Brain Diver（without May'n）
4. このままで…（without May'n）
5. May'n☆Space - Phonic Nation Live Ver.-（Extra Live Track from Phonic Nation）[6:20]

## 収録アルバム
| 曲名        | 収録アルバム | 発売日        | 備考                  |
| ----------- | ------------ | ------------- | --------------------- |
| Brain Diver | 『HEAT』     | 2012年3月21日 | 3rdオリジナルアルバム |